# Općina Šalovci
Općina Šalovci (slo.:Občina Šalovci) je općina u sjeveroistočnoj Sloveniji u pokrajini Prekmurje i statističkoj regiji Pomurje. Središte općine je naselje Šalovci s 462 stanovnika.

## Zemljopis
Općina Šalovci nalazi se u sjeveroistočnom dijelu Slovenije na granici s Mađarskom. 
Općina se prostire u sjevernom dijelu pokrajne Prekomurje u brdovitom područje Goričko.
U općini vlada umjereno kontinentalna klima.
Rječica Velika Krka je najvažniji vodotok na području općine. Svi ostali vodotoci su mali i njeni su pritoci.

## Naselja u općini
Budinci, Čepinci, Dolenci, Domanjševci, Markovci, Šalovci

## Vanjske poveznice
- Službena stranica općine